# Тетрик I
Гай Пий Эсувий Тетрик (лат. Gaius Pius Esuvius Tetricus) — также известный в римской историографии как Тетрик I, — император Галльской империи, правивший в 271—274 годах.
До восшествия на престол был наместником Аквитании. После гибели Викторина при содействии его матери Виктории был провозглашен войсками императором. Противостоял набегам германских племён на земли Галлии. Правил совместно со своим сыном Тетриком II. Потерпел поражение в борьбе с Римом и сдался в плен императору Аврелиану в 274 году. Впоследствии стал наместником одной из провинций Италии и умер в глубокой старости.

## Биография

### Жизнь до прихода к власти. Восхождение на трон
Дата рождения Гая Пия Эсувия Тетрика неизвестна. Он происходил из богатого аристократического галльского рода. Его фамильное имя — Эсувий — характерно для старой галльской аристократии, старавшейся сохранить традиции. Возможно, оно происходит от названия племени эсубиев, упоминающегося в трудах Гая Юлия Цезаря и жившего на побережье Бретани, или от имени галльского божества Эзуса. В источниках упоминается, что Тетрик был сенатором. Скорее всего, он как богатый аристократ и крупный землевладелец был включён в состав сената Постумом. Однако Е. М. Штаерман сомневается в реальности этих сведений, хотя французский исследователь Ж. Колин уверен, что они правдивы. Аврелий Виктор сообщает, что Тетрик получил сенаторское достоинство от Аврелиана в качестве награды за свою добровольную капитуляцию.
К моменту гибели галльского императора Викторина в 271 году Тетрик занимал должность презида провинции Аквитания. Отсутствие правителя могло отрицательно воздействовать на настроения населения и армии и поэтому мать Викторина Виктория, пользовавшаяся авторитетом и влиянием, настояла на избрании императором Тетрика. Легионы только за большие деньги согласились на его кандидатуру. Предположительно, Тетрик мог быть родственником Виктории, но их родство было либо очень дальним, либо выдуманным с целью получить одобрение армии. Исследователи считают выбор Викторией Тетрика удивительным, поскольку Тетрик был совершенно незнаком для солдат, а его резиденция в Бурдигале (современный Бордо) располагалась вдалеке от места основных событий. Кроме того, Аквитания, судя по всему, придерживалась нейтралитета по отношению как к Галльской империи, так и Римскому государству, на что указывает отсутствие надписей Викторина и Клавдия II в этом регионе. Известно, что в ней находили убежище из разгромленного Викторином Августодуна (современный Отён). Немецкий исследователь И. Кёниг полагает, что в этот период существовал «двойной принципат». Так или иначе, как сообщает Евтропий, Тетрик был коронован в Бурдигале. Есть версия, что приход к власти Тетрика олицетворял собой реакцию землевладельческой знати на правления предыдущих солдатских императоров.

### Правление. Падение Галльской империи

Римская империя в 271 году. Владения римского императора показаны красным; владения галльского императора — зелёным; владения пальмирского царя — жёлтым

Правление Тетрика началось в условиях, когда положение Галльской империи приближалось к катастрофичному. Помимо набегов варваров на приграничные провинции происходили мятежи местных жителей и легионов, а экономика находилась в упадке. Власть Тетрика распространялась только на Британию и Галлию, а в Испании он уже признан не был, хотя «История Августов» утверждает обратное. Свидетельством активной работы администрации Тетрика могут служить милевые камни и надписи, обнаруженные на территории всей Лугдунской Галлии и Аквитании. На второй год правления Тетрик распространил влияние вплоть до побережья Средиземного моря. При этом в обеих Германиях и Белгике подобных свидетельств не обнаружено, что, вероятно, связано с восстанием германских легионов против власти нового императора. Помимо этого, надписи с упоминанием Тетрика обнаружены и в Британии. Галльский император не предпринимал никаких действий для того, чтобы расширить границы контролируемой территории за пределы Галлии и Британии, предоставив инициативу законному императору Аврелиану. Ведь пока Аврелиан находился на востоке в походе против Пальмирского царства, Тетрик имел возможность восстановить контроль над юго-востоком Аквитании и западной частью Нарбонской Галлии, которые вернулись в состав Римской империи в правление Клавдия II.
Направляясь из Бурдигалы в Августу Треверов, Тетрик провел успешную военную кампанию против германцев, которые, воспользовавшись возможностью, предоставившейся им в связи со смертью Викторина, пересекли рейнскую границу и занимались грабежами. Тетрик обосновался в столице только в конце 271 года, но в начале следующего года ему вновь пришлось предпринять кампанию против германцев. По окончании похода в конце 272 года император вернулся в Августу Треверов, которая оставалась его резиденцией вплоть до падения Галльской империи. Находясь в столице, 1 января 273 года Тетрик отпраздновал вступление во второе консульство и здесь же возвел своего сына Тетрика II в ранг цезаря. По его приказу был обожествлен Викторин, о чём свидетельствуют надписи на монетах. Таким образом, Тетрик хотел показать себя его законным преемником и продолжателем политики. Это наглядно демонстрируют и монеты, на которых отчеканены портреты Тетрика и Викторина.
В конце правления Тетрика произошло восстание наместника Белгики Фаустина. Поскольку Августа Треверов оказала поддержку мятежнику, Тетрик вместе с сыном был вынужден покинуть столицу. Античные авторы единодушно сообщают, что император, столкнувшийся с солдатскими мятежами, вторжениями германцев, волнениями в провинциях, обратился к Аврелиану с просьбой взять Галлию под свой контроль. Требеллий Поллион сообщает, что он процитировал в своём письме стихи Вергилия: «Непобедимый, из бед исторгни меня». Хотя Клавдий II не вмешивался в дела Галльской империи, известно, что сенаторы ходатайствовали перед ним за Тетрика. Предположительно, Тетрик хотел прийти с ним к соглашению, но из-за преждевременной смерти императора этим планам не было суждено сбыться. Аврелиан проводил политику восстановления единства Римской империи и только что закончил возвращение под контроль центрального правительства восточных провинций. Переписка между ними длилась в течение какого-то времени, после чего произошла личная встреча, во время которой Тетрик заявил о готовности присягнуть Аврелиану, получив гарантии, что ему сохранят жизнь и имущество. Вскоре войска Аврелиана вторглись в Галлию. 1 января 274 года Тетрик с сыном вступили в консульство и отправились с армией на юг. В феврале или марте произошло сражение около Дурокаталауна. Тетрик «выстроил для вида против него [Аврелиана] строй и сдался ему, как бы в процессе сражения […] ряды его солдат, — что естественно при отсутствии вождя, — были смяты и рассеяны». Таким образом, Галльская империя окончила своё существование.
Римский император сдержал слово и сохранил Тетрику и его сыну жизнь. Весной 274 года оба они были проведены перед колесницей Аврелиана во время триумфального шествия, которое тот устроил по случаю одержанных побед. После этого Тетрик был назначен на должность корректора Лукании (в другом месте упоминается, что он стал корректором всей Италии), вероятно, для восстановления порядка в регионе. Он прожил ещё много лет в Италии, скончавшись в преклонном возрасте, хотя точная дата его смерти неизвестна. Согласно критическому анализу обстоятельств падения Галльской империи, описание хода событий у античных авторов отражает только позицию пропаганды Аврелиана и поэтому не заслуживает доверия. Есть версия, что Тетрик был уверен в своих силах и не предавал войска в битве при Дурокаталауне. А в живых он остался не из-за предательства, а потому что Аврелиан нуждался в создании администрации на покоренной территории и укреплению там своей власти.
Тем не менее идея Галльской империи продолжала существовать. Известны монеты, посвящённые «божественному Тетрику», отчеканенные много позднее её сторонниками во временных мастерских. На других монетах упоминается Тетрик как соправитель Проба (правил в 276—282 годах). Таким образом, можно констатировать, что Тетрик оставался популярен и после низложения, что демонстрировало недовольство в среде галльской аристократии.